# Irene Cara
Irene Cara Escalera, känd som Irene Cara, född 18 mars 1959 i Bronx i New York, död 25 november 2022 i Miami i Florida, var en amerikansk sångerska och skådespelare. Cara sjöng främst pop och disco.
Hennes första engagemang som barn och tonåring var en roll i såpoperan Love of Life och i barnserien The Electric Company. Hon är främst känd för ledmotiven till filmerna Fame från 1980, och Flashdance från 1983, låtarna "Fame" respektive "Flashdance... What a Feeling". Från 2011 ledde hon musikgruppen Hot Caramel, som hon turnerade med internationellt.